# Liten aspgelélav
Liten aspgelélav (Collema curtisporum) är en lavart som beskrevs av Degel. Liten aspgelélav ingår i släktet Collema och familjen Collemataceae.  Arten är reproducerande i Sverige. Inga underarter finns listade i Catalogue of Life.